# Бетлен, Габор

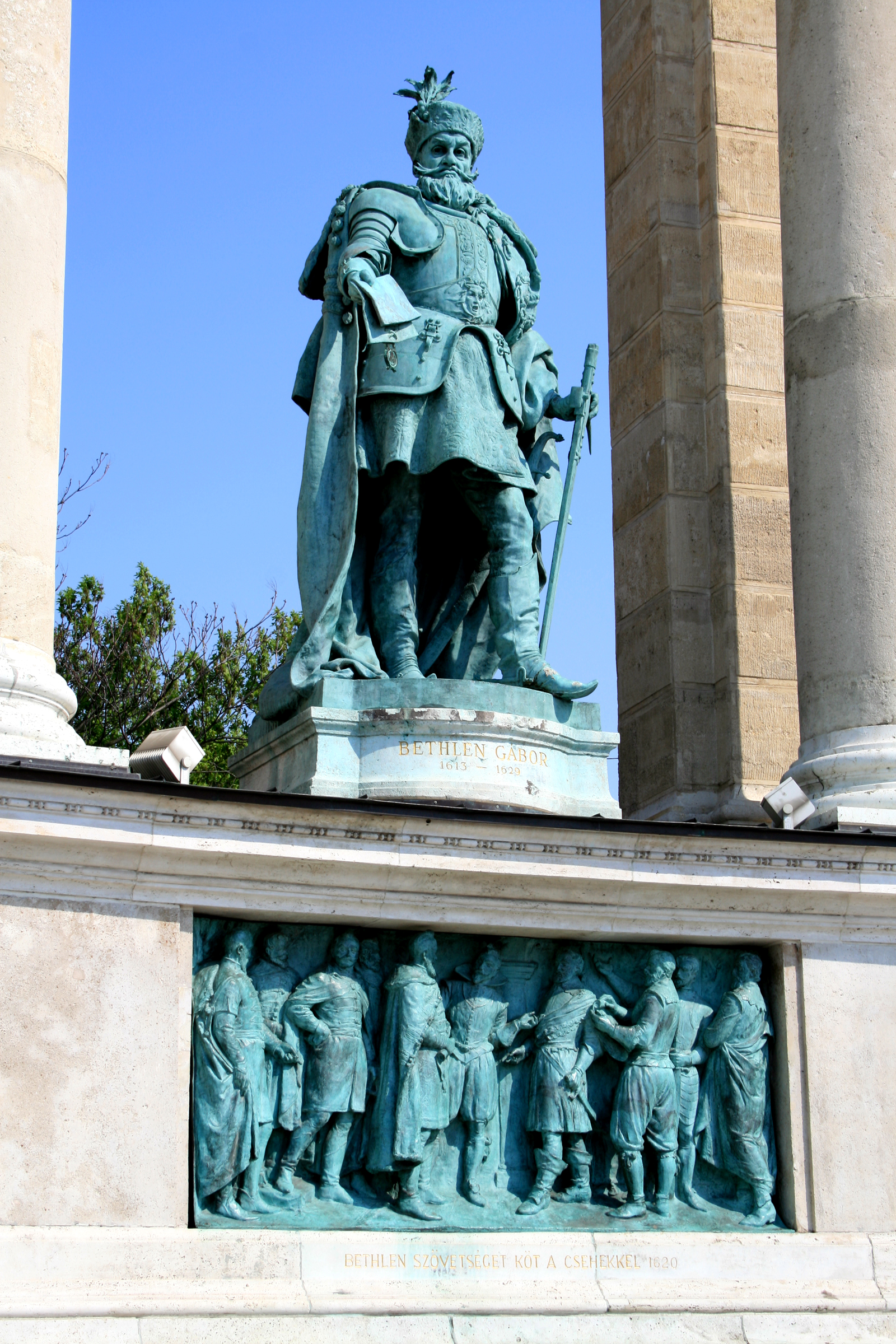
Статуя Габора Бетлена, Площадь Героев, Будапешт, Венгрия.

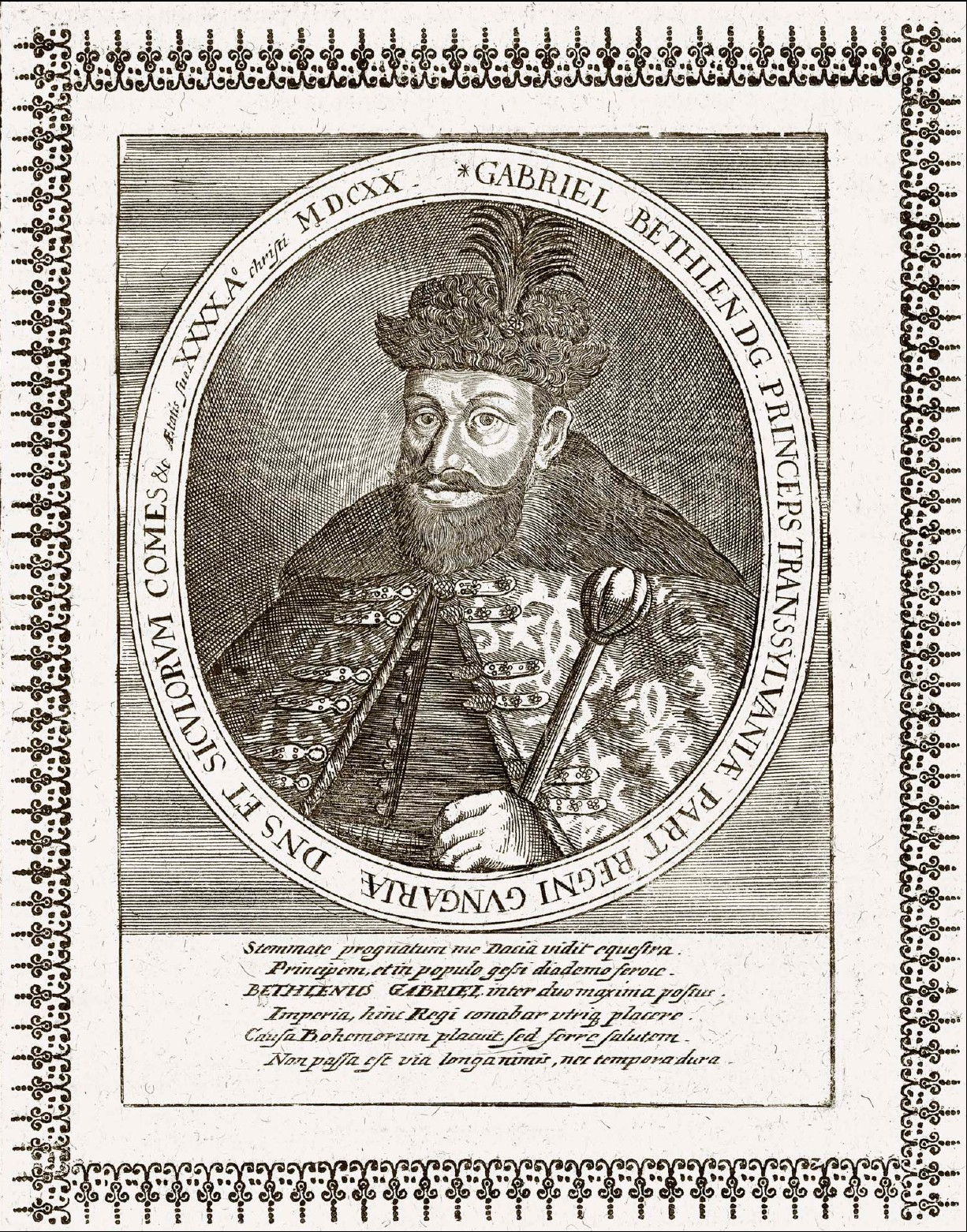
Габор Бетлен

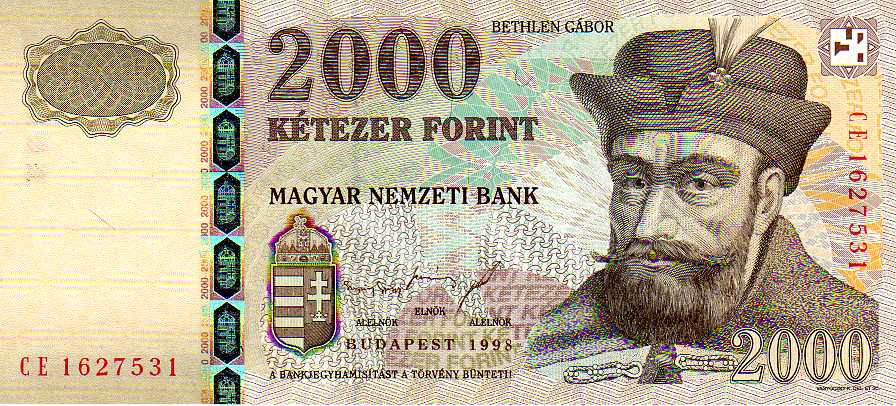
2000 венгерских форинтов с изображением Габора Бетлена. 1998 год

Га́бор Бе́тлен (венг. Bethlen Gábor, нем. Gabriel Bethlen von Iktár; 15 ноября 1580, Трансильвания — 15 ноября 1629, Алба-Юлия) — руководитель антигабсбургского движения в Венгерском королевстве, князь Трансильвании в 1613—1629 годах, король Венгрии в 1620—1621 годах.

## Биография
Сын соратника Сигизмунда Батория Фаркаша Бетлена и Фружины Лазар. В княжение Сигизмунда Батория (1588—1598) возглавлял антигабсбургскую оппозицию трансильванского дворянства, участвовал в движениях Мозеша Секея (1602—1603) и Иштвана Бочкаи (1604—1606). Более того, он сыграл ключевую роль в восстании Бочкаи, склонив того к выступлению против австрийцев.
В 1607 году был назначен советником князя Габора Батори (1608—1613) и даже был арестован политическим оппонентом Батори Жигмондом Ракоци. Однако проавстрийская ориентация князя Иштвана Батори стала причиной разрыва с Бетленом и изгнания последнего из Трансильвании в Османскую империю.
С помощью крупной армии, предоставленной ему турками, Бетлен сверг Габора Батори и ещё до убийства последнего его собственными офицерами 13 октября 1613 года был избран в Коложваре (ныне Клуж-Напока) трансильванским князем.
Проводил политику укрепления княжеской власти. Создал постоянную армию. Был лоялен по отношению к турецкому султану Осману II, являлся проводником османского влияния в Восточной Европе. Впрочем, ещё в 1615 году Матвей, император Священной Римской империи, «альтернативный» король Венгрии и Чехии, признал Бетлена в качестве правителя Трансильвании и заключил с ним секретную договорённость о совместном выступлении против турок. Однако австрийцы не стали соблюдать её условия и продолжили в июле 1615 года мирный договор с Оттоманской Портой, заодно поддержав капитана Верхней Венгрии и хозяина Ужгородского замка Дьёрдя Другета, обратившегося в католицизм и выступившего против протестанта Бетлена.
В 1618 году поддержал чешское восстание против Фердинанда II Габсбурга, вступив в Тридцатилетнюю войну 1618—1648 годов на стороне антиавстрийской коалиции и добился значительных успехов в борьбе против Габсбургов. В августе 1619 — январе 1622 годов, действуя совместно с Чехией, занял значительную часть той территории Венгерского королевства, которая находилась под властью Габсбургов. Воспользовавшись отходом австрийских сил для борьбы с чехами, уже в сентябре 1619 года завладел Восточной Словакией, включая Кошице, где соратники-реформаты объявили его «главой» Венгрии и защитником протестантизма. В октябре 1619 года войска Бетлена вступили в Пожонь (сейчас: Братислава), бывший столицей королевской Венгрии, входившей в состав Австрии, и местонахождением короны святого Стефана.

Государство Габора Бетлена.

В ноябре 1619 года трансильванская армия объединилась с чешско-моравскими войсками Турна и подошла к стенам Вены, однако Бетлен был вынужден отозвать её из-за удара польских наёмников и Другетов в его тылы. Стремясь сохранить занятые словацкие территории, Бетлен инициировал переговоры с представителями Габсбургов в Пожоне, Кашше (сейчас: Кошице) и Бестерцебанье (сейчас: Банска Бистрица). Так как Бетлен настаивал на включении в мирный договор третьей стороны — своих союзников чехов, чью независимость он взялся гарантировать, — австрийцы отказались от их продолжения, но в январе 1620 года согласились на непродолжительное перемирие (продлившееся до сентября), по которому трансильванский князь сохранил 13 комитатов на востоке королевской Венгрии.
На собрании в Банской Бистрице 25 августа 1620 года Габор Бетлен был избран королём Венгрии, однако лишился венгерской короны после поражения антиавстрийской коалиции при Белой Горе близ Праги 8 ноября 1620 года. Не будучи в состоянии собственными силами отразить наступление австрийской армии, пошёл на переговоры с Австрией. По условию Микуловского (Никольсбургского) договора 31 декабря 1621 года между Бетленом и Фердинандом II Габсбургом за отказ от венгерской короны получил значительную часть территории Словакии, Подкарпатской Руси и Северо-Восточной Венгрии (7 т. н. верхневенгерских комитатов с Кошицами, Токаем, Ужгородом и Мукачевом), а также герцогства Оппельн (Ополе) и Ратибор в Силезии.
В августе 1623 — мае 1624 года предпринял второй поход против Габсбургов, в ходе которого его войска разбили отряд австрийского генерала Валленштейна в сражении при Годонине (Моравия). По новому договору, заключённому в Вене в 1624 году, взамен доставшихся ему по первому мирному договору территорий получил смежную с его владениями провинцию Эчед.
В ходе третьего наступления, предпринятого Бетленом в августе 1626 года после вступления в брак с Екатериной Бранденбургской в поддержку антиавстрийской коалиции (Голландия, Англия, Дания), его войска одержали победу над Валленштейном у Дрегейпаланка (30 сентября).
Пожоньский (Братиславский) мир (20 декабря 1626 года) сохранил за Бетленом территории, полученные им по Микуловскому договору. Готовясь продолжить борьбу с Габсбургами, Бетлен заключил союз с молдавским господарем Мироном Мовилой (1628) и шведским королём Густавом II Адольфом (помощью которого он надеялся воспользоваться для получения польской короны), а также направил посольство в Москву для заключения русско-трансильванского союза.
Внезапно заболел и умер 15 ноября 1629 года в Алба-Юлии, готовя против Габсбургов новый крестовый поход. Незадолго до смерти заставил избрать ему в преемницы свою супругу Екатерину Бранденбургскую, соправителем назначил племянника Стефана Бетлена. Детей не оставил.